# Trois Jours d'Axel
Les Trois Jours d'Axel (SPIE Internationale Junioren Driedaagse van Axel en néerlandais) est une course cycliste sur route néerlandaise. Créé en 1982, il s'agit d'une course par étapes de trois jours faisant partie du calendrier international juniors masculin.

## Historique
La course est incluse au sein du calendrier de la Coupe du monde UCI Juniors de 1993 à 2007. Depuis 2008, elle est classée en catégorie 2.1 du calendrier juniors.

## Palmarès
| Année | Vainqueur                  | Deuxième                  | Troisième                |
| ----- | -------------------------- | ------------------------- | ------------------------ |
| 1982  | Jack van der Horst         | E. Roovers                | R. Rijkenberg            |
| 1983  | Peter van de Klundert      | W. Roovers                | M. Duyenstein            |
| 1984  | Herbert Dijkstra           | Tom Cordes                | Arjan Jagt (nl)          |
| 1985  | Andre van Reek             | William Derns             | Niek de Taeye            |
| 1986  | Erik Hans Pauwe            | Yvan Louter               | John Kruithof            |
| 1987  | Raymond Thebes             | Richard Jansen            | Mark Krabbenburg         |
| 1988  | Servais Knaven             | Andrea Peron              | Gianluca Tarocco         |
| 1989  | Davide Rebellin            | Andrea Peron              | Richard Groenendaal      |
| 1990  | Léon van Bon               | Sébastien Rondeau         | Niels van der Steen (nl) |
| 1991  | Henk Vogels                | Nicolas Jalabert          | Koos Moerenhout          |
| 1992  | Robert Koppers             | Charles Overgaag          | Maurice van Rijn         |
| 1993  | Johan Bruinsma (nl)        | Robert Koppers            | Andreas Klier            |
| 1994  | Andreas Klier              | Alessandro Rota           | Jörg Jaksche             |
| 1995  | Andrey Korolev             | Jacob Nielsen             | Wopke Veenstra           |
| 1996  | Vincent van der Kooij (nl) | Camiel van den Bergh (nl) | Björn Vonk               |
| 1997  | Bram de Waard              | Martin Bolt               | Roel Egelmeers           |
| 1998  | Eric Baumann               | Jurgen Van Goolen         | Tom Boonen               |
| 1999  | Filip Verscuren            | Martijn Stougie           | Tom Southam              |
| 2000  | Marcel Sieberg             | Błażej Janiaczyk          | Kenny van Hummel         |
| 2001  | Christoph Meschenmoser     | Martijn Maaskant          | Błażej Janiaczyk         |
| 2002  | Matti Breschel             | Michał Gołaś              | Oliver Steiler-Cote      |
| 2003  | Kai Reus                   | Michiel Van Aelbroeck     | Jasper Melis             |
| 2004  | Paweł Mikulicz             | Stijn Joseph              | Michel Kreder            |
| 2005  | Thomas Riber-Sellebjerg    | Kasper Thustrup           | Jacopo Guarnieri         |
| 2006  | Morten Reckweg (da)        | Sven Vandousselaere       | Ronan van Zandbeek       |
| 2007  | Adam Blythe                | Philipp Ries              | Jetse Bol                |
| 2008  | Jasper Bovenhuis           | Erick Rowsell             | Rune van der Meijden     |
| 2009  | Jasper Bovenhuis           | Nikias Arndt              | Jasper Stuyven           |
| 2010  | Danny van Poppel           | Mario Vogt                | Dylan van Baarle         |
| 2011  | Alexander Kamp             | Danny van Poppel          | Stefan Küng              |
| 2012  | Mads Würtz Schmidt         | Piotr Havik               | Leon Rohde               |
| 2013  | Brent Luyckx               | Simon Larsen              | Mathias Rask             |
| 2014  | Peter Lenderink            | Jan Tschernoster          | Bram Welten              |
| 2015  | Max Kanter                 | Mario Spengler            | Matthew Bostock          |
| 2016  | Stefan Bissegger           | Jarno Mobach              | Harry Sweeny             |
| 2017  | Alex Molenaar              | Johan Langballe           | Ward Vanhoof             |
| 2018  | Alexandre Balmer           | Valentin Retailleau       | Mason Hollyman           |
| 2019  | Quinn Simmons              | Hidde van Veenendaal      | Hannes Wilksch           |
| 2020  | Non disputés               | Non disputés              | Non disputés             |
| 2021  | Artem Shmidt               | Joshua Tarling            | Alec Segaert             |
| 2022  | Henrik Pedersen            | Niels Michotte            | Artem Shmidt             |
| 2023  | Léo Bisiaux                | Guus van den Eijnden      | Mees Vlot                |
| 2024  | Marius Innhaug Dahl        | Carter Guichard           | Ksawery Adaszak          |
| 2025  | Rune Boden                 | Daniel Kuběna             | Peder Wettre Andreassen  |